# Yon-Rogg
Yon-Rogg è un personaggio creato da Stan Lee (testi) e Gene Colan (disegni), per i fumetti statunitensi della Marvel Comics, ed è un comandante dell'Impero Kree.

## Biografia del personaggio
Yon-Rogg è un ufficiale militare Kree comandante della Helion, un'astronave Kree inviata sulla Terra dall'Intelligenza Suprema. Yon-Rogg nutre un odio profondo verso Mar-Vell (il primo Capitan Marvel) a causa del suo amore per il medico Una. Yon-Rogg finisce per lasciare Mar-Vell sul pianeta Terra, sperando che Una possa essere sua. In seguito, Yon-Rogg scatena la Kree Sentry per sbarazzarsi definitivamente di Mar-Vell. Durante lo scontro Mar-Vell scopre che il suo avversario è stato inviato da Yon-Rogg. Dopo che Mar-Vell ha sconfitto Sentry, Yon-Rogg contatta Ronan l'accusatore per giudicare le azioni di Mar-Vell. Ronan rifiuta l'offerta, affermando che la missione non è stata compromessa dalle azioni di Mar-Vell.
Yon-Rogg si trova sulla sua astronave nel momento in cui Mar-Vell combatte contro il Super-Skrull, sperando che lo uccida. Dopo che Mar-Vell si è liberato dalla nave del Super-Skrull, Yon-Rogg rifiuta l'offerta di Mar-Vell di tornare sulla Terra per fermare Super-Skrull.
Yon-Rogg successivamente manomette un razzo che trasporta batteri mortali, diretto nello spazio, che finisce per schiantarsi invece nell'oceano. Quando Mar-Vell arriva sul posto, Yon-Rogg gli ordina di impedire che gli umani blocchino il razzo dal rilasciare i batteri. Qui Mar-Vell incontra Namor il Sub-Mariner.
Yon-Rogg fa processare Mar-Vell per essere "Un-Kree", lasciando che Namor lo colpisca. Anche se Ronan l'accusatore chiede a Mar-Vell di eliminare il signor Logan, avendone scoperto la vera identità, Mar-Vell finisce per mandarlo in coma.
Durante il programma di addestramento olografico di Mar-Vell, Yon-Rogg avvia l'ambientazione sperando che Mar-Vell muoia a causa dell'esperienza. Dopo la lotta di Mar-Vell con Solam, Yon-Rogg vuole mettere Mar-Vell sotto processo prima di Ronan.
Yon-Rogg progetta in seguito di uccidere Carol Danvers - collega di Mar-Vell - con armi Kree, ma Mar-Vell la salva. Yon-Rogg vuole utilizzare questa situazione per suscitare la gelosia in Una. Dopo che Mar-Vell ha sconfitto Quasimodo, Yon-Rogg continua a cercare di rendere Una gelosa della relazione tra Mar-Vell e Carol.
Quando un'astronave Aakon si avvicina alla Terra, Yon-Rogg ordina ai Kree di attaccare l'astronave, dal momento che sono nemici secolari della razza Aakon. Durante il loro combattimento sulla Luna, Yon-Rogg viene ferito e Mar-Vell è costretto a uccidere il leader dell'astronave Aakok per proteggere Yon-Rogg. Mentre Yon-Rogg cerca di riprendersi, Mar-Vell assume il controllo della nave Kree.
Quando Mar-Vell inizia a sviluppare un'amicizia con Carol Danvers, Ronan l'accusatore ordina a Yon-Rogg di guidare alcuni soldati Kree per giustiziare Mar-Vell. Yon-Rogg è felice di eseguire l'ordine. Dopo che Una muore a causa delle ferite riportate nel fuoco incrociato tra i Kree e gli Aakon, Zo libera Mar-Vell dai controlli che Yon-Rogg gli ha messo dietro. Mar-Vell va quindi alla ricerca di Yon-Rogg per vendcarsi. Mar-Vell usa la sua illusione per ingannare Yon-Rogg, facendogli credere di essere vivo. Mentre una nave sta rifornendo la nave Kree, Mar-Vell ha un breve combattimento con Yon-Rogg prima di tornare sulla Terra per salvare Carol Danvers da Man-Slayer.
Dopo essere stato informato dall'Intelligenza Suprema che Zo era in realtà il Primo Ministro Zarek sotto copertura, parte di un complotto di Ronan per rovesciare l'Intelligenza Suprema, Mar-Vell respinge Zarek, ottiene un nuovo costume dalla Suprema Intelligenza e parte per trattare con Yon-Rogg.
Mar-Vell incontra Rick Jones, che prova le Nega Band di Mar-Vell, utilizzandole per combattere brevemente con Yon-Rogg. Yon-Rogg però riesce a scappare e trama un nuovo complotto contro Mar-Vell. Quando Yon-Rogg cattura Carol Danvers e Mar-Vell lo raggiunge, Yon-Rogg usa uno Psiche-Magnitron per creare un Kree Mandroid per aiutarlo a combattere. Durante il combattimento, Carol Danvers viene ferita e lo Psiche-Magnitron viene danneggiato irradiando alcune delle sue energie su Carol Danvers, dandole i poteri di Yon-Rogg. Dopo che Mar-Vell distrugge il Mandroid, Yon-Rogg sembra sia apparentemente morto quando lo Psiche-Magnitron esplode. Questa battaglia porta Carol Danvers a essere esposta alle energie di Psiche-Magnitron, che la porteranno a diventare Ms. Marvel.
In seguito si scopre che Yon-Rogg è invece sopravvissuto all'esplosione dello Psiche-Magnitron, ottenendo un collegamento telepatico con Carol Danvers tramite un frammento del Magnitron nel suo cervello (che sta anche causando una lesione cerebrale nella testa di Carol). Dopo aver rubato i resti dello Psiche-Magnitron, Yon-Rogg cerca di consegnarli all'Impero Kree, ma viene rifiutato. Assume quindi il nome "Magnitron" e usa i ricordi di Carol e il suo potere per ricreare i nemici del suo passato, prima di tentare di far abbattere una città Kree su New York City. Carol tuttavia è in grado di distruggere il collegamento telepatico e i poteri di Yon-Rogg, aggravando però la sua lesione, anche a costo di perdere tutti i suoi ricordi.
Una serie di flashback mostra l'associazione di Yon-Rogg con Mar-Vell e Una. I tre fanno parte di una missione Kree nel territorio dei Brood. La loro missione è salvare o terminare un generale Kree che è in possesso di preziose informazioni militari. Yon-Rogg si guadagna i ringraziamenti del sovrano Shi'ar e della sua Guardia Imperiale, quando i Kree li salvano dagli attaccanti Skrull. I Kree vanno avanti e trovano il generale. Un attacco dei Brood lascia Mar-Vell, Una e Yon-Rogg bloccati per settimane; questo dopo che Mar-Vell rischia la vita per salvare Yon-Rogg. I tre vengono salvati alla fine dallo stesso Shi'ar, che avevano salvato in precedenza.

## Poteri e abilità
Yon-Rogg ha super-forza, agilità e resistenza. È anche abile nel combattimento a mani nude.

## Altre versioni

### Ultimate Marvel
L'amante di Mahr-Vell, Una e la sua famiglia, perdono la vita durante un'invasione Chitauri, che il generale Yon-Rogg non riesce ad impedire.
Più tardi, dopo aver appreso dell'imminente arrivo di Gah Lak Tus sulla Terra, Yon-Rogg comanda alla nave incaricata di distruggere il programma "Asis" dello S.H.I.E.L.D. (Strategic Homeland Intervention, Enforcement and Logistics Division) di sviluppare una nuova astronave per intrappolare l'intera popolazione terrestre.

### Terra X
Yon-Rogg era il comandante di una missione Kree sulla Terra. Facevano parte della missione anche l'infermiera Una, oggetto di attenzioni da parte di Yon-Rogg, e il suo amante, il capitano Mar-Vell. A causa della sua gelosia, Yon-Rogg compromette la missione, causando la morte di Una e infine la sua.
Dopo la sua morte, la mente di Yon-Rogg viene assorbita dall'Intelligenza Suprema. Quando Mar-Vell scopre che questo è il motivo per cui è l'unico Kree nel Regno dei Morti, uccide l'Intelligenza Suprema, liberando Yon-Rogg e gli altri Kree.
Rendendosi conto dell'errore commesso, Yon-Rogg fa sapere a Mar-Vell, attraverso Una, che è dispiaciuto ed è disposto a combattere per lui nel tentativo di uccidere la Morte, vergognandosi di affrontare Mar-Vell di persona. Anche se non viene mai visto, è presumibile che sia coinvolto nella battaglia contro la Morte e in seguito prenda parte all'invasione Kree del Paradiso, che si conclude con un fallimento.

## Altri media

### Marvel Cinematic Universe
Yon-Rogg appare all'interno del Marvel Cinematic Universe, interpretato da Jude Law.
- Yon-Rogg appare per la prima volta come antagonista principale nel film del Marvel Cinematic Universe Captain Marvel (2019). È lo spietato comandante dell'Impero Kree e il leader della Starforce che porta la guerra contro l'Impero Skrull. Durante la caccia all'ex scienziata Kree Mar-Vell, che si nasconde sulla Terra come la dottoressa Wendy Lawson, incontra Carol Danvers che distrugge un nucleo di energia, che le infonde poteri. Yon-Rogg la riporta a Hala, facendo a Carol una trasfusione con il suo sangue per salvarle la vita, alterandone i ricordi per farle credere di essere una Kree di nome Vers. La guida e la allena per essere la migliore, ma durante un'operazione viene separata dal resto della Starforce e atterra sulla Terra. Yon-Rogg la segue, solo per scoprire che Danvers ha cambiato squadra dopo che il leader degli Skrull, di nome Talos, l'ha aiutata a recuperare i suoi ricordi. La Starforce cattura Danvers, Nick Fury e la sua famiglia, Talos e un gruppo di rifugiati Skrull, ma la nostra eroina riesce a liberarsi da Yon-Rogg e dalla Suprema Intelligenza che la tratteneva, sbloccando il suo pieno potenziale per respingere e sconfiggere diversi membri della Starforce. Yon-Rogg richiede l'assistenza di Ronan l'accusatore, ma il suo assalto alla Terra viene contrastato da Danvers. Nel confronto finale, Danvers sconfigge facilmente Yon-Rogg. In seguito, lo rimanda ad Hala per consegnare il suo messaggio alla Suprema Intelligenza.
- Il personaggio compare nella serie animata dell'MCU What If...? (2021-2024).
- Yon-Rogg non appare fisicamente, ma viene solo menzionato nel film The Marvels (2023).

### Animazione
- Yon-Rogg compare nella serie animata Avengers - I più potenti eroi della Terra.

### Videogiochi
- Yon-Rogg compare come personaggio in LEGO Marvel's Avengers.
- Yon-Rogg compare in Marvel Duel.